# Tetrapathes
Tetrapathes is een geslacht van neteldieren uit de klasse van de Anthozoa (bloemdieren).

## Soort
- Tetrapathes alata (Brook, 1889)